# Ghirza
Ghirza est un site archéologique de Tripolitaine, en Libye. Elle est célèbre du fait de mausolées monumentaux dont certains restent bien conservés. Les inscriptions recueillies permettent d'attribuer les monuments à des populations libyennes romanisées et de les dater des IIIe siècle-VIe siècle.